# Lêdo Ivo
Lêdo Ivo (* 18. Februar 1924 in Maceió, Alagoas; † 23. Dezember 2012 in Sevilla, Spanien) war ein brasilianischer Journalist, Dichter, Romancier, Essayist und Schriftsteller.

## Literarisches Wirken
Ivo zählt zu den einflussreichsten Schriftstellern der „Generation von 1945“ („geração de '45“), der Postmoderne der brasilianischen Dichtkunst und Literatur.
Er besuchte zunächst die Schule in Recife und begann dort seine literarische Karriere. 1944 veröffentlichte er den beachteten Gedichtband As imaginações, dem 1945 Ode e elegia folgte und als Wendepunkt der damaligen Lyrik angesehen wird. Der Tod des Mário de Andrade im Jahr 1945 markierte für die Literaturkritik einen Schnitt zum literarischen Modernismo brasiliero, in deren Folge eine Neuorientierung der brasilianischen Lyrik entstand, gekennzeichnet durch eine Abkehr von einer modernistischen und experimentellen Form hin zu rein poetischen Struktur. In den folgenden zwei Jahrzehnten erschienen rund zwölf Gedichtsammlungen, die 1974 zusammen erneut unter dem Titel O sinal semafórico (Das semaphorische Signal) erschienen.
Seit 1947 veröffentlichte er die in mehreren Auflagen erschienenen Romane As alianças (1947, ausgezeichnet mit dem Prêmio da Fundação Graça Aranha), O caminho sem aventura (1948), O sobrinho do general (1964), Ninho de cobras (1973) und A morte do Brasil (1984). Als eines seiner erfolgreichsten Werke gilt Ninhos de Cobras (Schlangennest), eine Allegorie auf den Totalitarismus der Militärdiktatur der 1970er Jahre, versetzt in die Zeit des Régime Getúlio Vargas der 1940er Jahre.
Lêdo Ivo trat auch als Übersetzer hervor, so übersetzte er in das brasilianische Portugiesisch Albrecht Goes (Das Brandopfer), Jane Austen (Northanger Abbey - Die Abtei von Northanger), Maupassant, Rimbaud (Une saison en enfer) und Dostojewski (Подросток - Der Jüngling).
Neben der Übersetzung des Romans Ninhos de Cobras (als Snakes' nest) im Jahr 1981 ins Amerikanische, wurden seine Werke von Ştefan Baciu ins Spanische übersetzt. Bis 2012 übersetzte Curt Meyer-Clason rund 10 Gedichte ins Deutsche.

## Ehrungen
Academia Brasileira de Letras
Lêdo Ivo wurde 1986 Mitglied der Academia Brasileira de Letras, der brasilianischen Akademie der Literatur in Rio de Janeiro, und der fünfte Inhaber des Sitzes Nr. 10 in Nachfolge von Orígenes Lessa.
Preise
Ivo erhielt für sein Werk zahlreiche Auszeichnungen und Ehrungen, darunter die Ehrendoktorwürde der Universidade Federal de Alagoas. Für sein Werk Requiem erhielt er im Jahr 2009 den kubanischen Kulturpreis Premio Casa de las Américas in der Kategorie Brasilianische Literatur.

## Werke (Auswahl)
2004 erschienen eine Gesamtausgabe seiner Gedichte mit über 1000 Seiten sowie eine Auswahl seiner besten Crônicas, einer speziellen brasilianischen literarischen Kurzform.
- As Imaginações. Pongetti, Rio de Janeiro 1944.
- Ode e elegía. Pongetti, Rio de Janeiro 1945.
- „O guarani“ de José de Alencar. In: Manchete. Rio de Janeiro. Jg. 21, 1975, Nr. 1164, S. 69–73, mit Abb.
- Calabar : poesía. Ed. Record, Rio de Janeiro 1985. (Versepos)
- Poesia completa : (1940–2004). Topbooks, Rio de Janeiro 2004, ISBN 85-7475-086-1.
- As melhores crônicas de Lêdo Ivo. Prefácio e notas de Gilberto Mendonça Teles. Global, São Paulo 2004.
- Réquiem. - Spanische Ausgabe: Fondo Ed. Casa de las Américas, La Habana 2009, ISBN 978-959-260-282-3. Übersetzer: Marta Ines Spagnuolo.

Autobiographische Werke
- Confissões de um poeta. Difusão Européia do Livro, São Paulo 1979.
- O aluno relapso.  Massao Ohno, São Paulo 1991.

Übersetzungen
- Albrecht Goes: O holocausto. Agir, Rio de Janeiro 1960. (Deutscher Titel: Das Brandopfer).